# Sonata para piano n.º 1 (Skriabin)

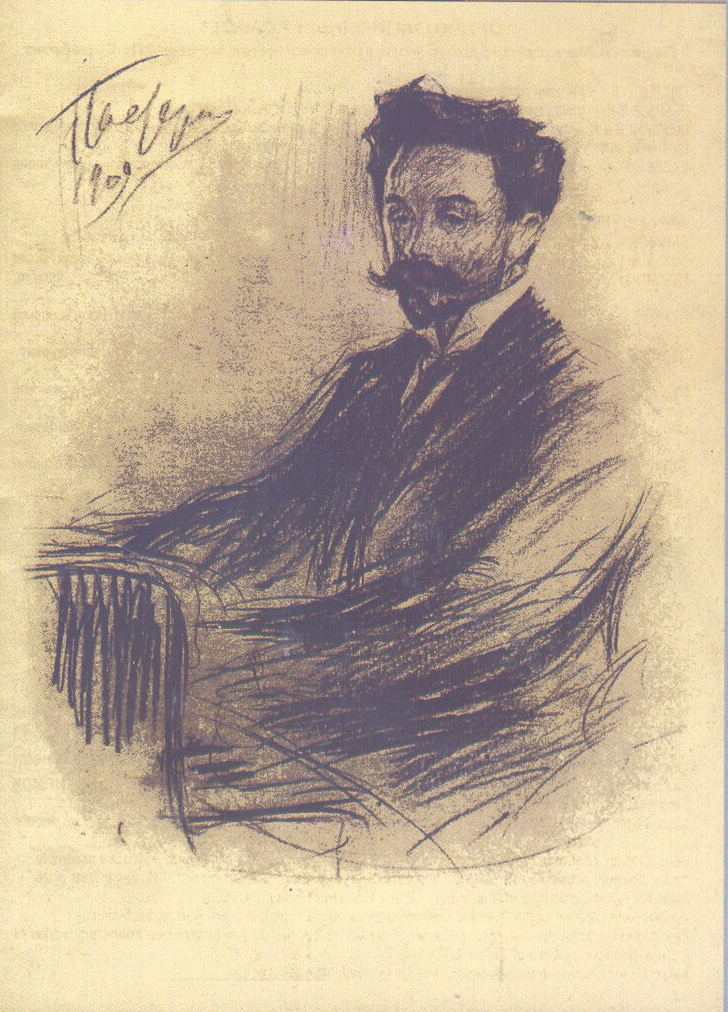
Aleksandr Skriabin en un dibujo de Leonid Pasternak.

La Sonata para piano n.º 1 en fa menor, Op. 6 fue la tercera de las doce sonatas de Aleksandr Skriabin. Compuesta en 1892 en la oscura tonalidad de Fa menor, la obra refleja el sufrimiento y la impotencia del compositor al verse obligado a abandonar su carrera de concertista de piano.

## Historia
Se clasifica como la primera sonata debido a que la primera sonata escrita de Skriabin no se publicó hasta después de su muerte, con un solo movimiento en Sol♯ menor pues los demás no se encontraron, y la segunda, en Mi♭ menor, fue condensada y reescrita para conformar el único movimiento del Allegro Appassionato, Op. 4.
Esta sonata encontró su inspiración cuando Scriabin se dañó la mano derecha. En esa época practicaba obras de gran dificultad técnica, especialmente para el compositor por sus pequeñas manos, como Rèminiscences de Don Juan de Liszt e Islamey de Balákirev durante muchas horas, lo que llevó a una indisposición de la mano, terminando así la carrera de pianista virtuoso de Skriabin. Para expresar su rabia contra Dios, el compositor ruso escribió esta sonata, y especialmente la marcha fúnebre, en recuerdo de su pérdida. Durante este período, Skriabin también compuso el Preludio y Nocturno para la mano izquierda, Op. 9.
La pérdida temporal de agilidad en su mano derecha indujo el desarrollo de patrones rítmicos complejos para la mano izquierda en la mayoría de su música. Esta cualidad ayuda a explicar por qué las piezas de Skriabin son complicadas de interpretar.

## Estructura
La sonata está formada por cuatro movimientos. Una interpretación habitual suele durar entre 18 y 20 minutos.
1. Allegro con fuoco
2. Adagio
3. Presto
4. Funèbre

### Primer movimiento
La obra comienza con un tema apasionado y oscuro que lentamente se transformará en un ambiente más optimista, descendiendo otra vez a un tema desolador. Continúa con un melancólico segundo tema en La♭ mayor que da final a la reexposición. Seguidamente reaparecen los dos temas principales con variaciones y modulaciones que se enlazan con el segundo tema en Fa mayor. El movimiento concluye en diminuendo con acordes en pianissimo que van de Fa menor a Fa mayor hasta llegar a pppp con un acorde en Fa mayor.

### Segundo movimiento
El segundo movimiento se presenta como un Adagio en Do menor y en forma ternaria. Empieza con acordes sincopados que crearán un ambiente de quietud que posteriormente conseguirá una mayor fluidez gracias al acompañamiento en semicorcheas (y a veces incluso septillos) en la mano izquierda, retornando otra vez a los acordes iniciales en la mano derecha. Los últimos compases van indicados con un molto ritardando y conducen a un acorde final en Do mayor.
En el acompañamiento de la mano izquierda puede observarse la complejidad que Skriabin llegó a desarrollar para esta mano.

### Tercer movimiento
Retoma la tonalidad de Fa menor y muestra una estructura de rondó. Comienza en presto y piano con graves y rítmicas octavas en la mano izquierda y acordes en la derecha. El segundo tema en La♭ mayor proporciona un poco de distensión pero rápidamente llega a un final sin resolución, manteniendo toda la tensión para conducir a la última parte de la sonata.

### Cuarto movimiento
Presenta un ambiente similar a la marcha fúnebre de la Sonata para piano n.º 2 de Chopin. A un tempo de adagio la mano izquierda marca un ritmo constante mientras la mano derecha canta un solemne tema. En una sección del movimiento volvemos a encontrar la indicación de pppp. Sin embargo, la sonata termina con un compás en forte y un acorde en Fa menor.
La sonata fue publicada por la prestigiosa editorial de Mitrofán Beliáyev en 1895 como una sonatina, si bien posteriormente se modificaría a sonata.